# Filippo Taglioni
Filippo Taglioni (ur. 5 listopada 1778 w Mediolanie, zm. 11 lutego 1871 w Como) – włoski tancerz, baletmistrz, choreograf i pedagog baletu, ojciec legendarnej Marii Taglioni oraz tancerza i choreografa Paola Taglioniego.
Debiutował w 1794 r. w Pizie. W 1799 r. brał lekcje u Coulona i zadebiutował w Operze paryskiej. W 1803 r. został pierwszym solistą w Sztokholmie, a od 1818 r. został maître de ballet. Za swoją rodziną podróżował po całej Europie wystawiając różne balety. Od 1837 do 1842 r. pracował w Petersburgu. W latach 1843–1853 był dyrektorem baletu i szkoły baletowej w Teatrze Wielkim w Warszawie (Polski Balet Narodowy). Potem wyjechał do Como, gdzie pozostał aż do śmierci.

## Wybrane choreografie[1][2]
- Danina, oder Jocko, der brasilianische Affe – Stuttgart 1826, także w Warszawie pt. Amazylla, czyli dziecię i małpa – 1839 (w realizacji Maurice’a Piona)
- Le Dieu et la Bayadere – Paryż 1830
- La Sylphide – Paryż 1832, także w Warszawie pt. Sylfida – 1839 (w realizacji Maurice’a Piona)
- Nathalie ou La Laitiere Suisse – Paryż 1832, także w Warszawie pt. Mleczarka szwajcarska – 1837 (w realizacji Louisa-Antoine’a Duporta)
- La Révolte au Sérail – Paryż 1833
- La Fille du Danube – Paryż 1836
- La Diane chasseresse – Paryż 1837, także w Warszawie pt. Łowy Diany – 1844 (w realizacji Filippa Taglioniego)
- Miranda ou le Naufrage – Petersburg 1838, także w Warszawie pt. Miranda – 1844 (w realizacji Paola Taglioniego)
- La Gitana – Petersburg 1838, także w Warszawie pt. Gitana – 1843 (w realizacji Filippa Taglioniego)
- L’Ombre – Petersburg 1839, także w Warszawie pt. Cień – 1844 (w realizacji Filippa Taglioniego)
- Le Pirate – Petersburg 1840, także w Warszawie pt. Rozbójnik morski – 1840 (w realizacji Filippa Taglioniego)
- Aglaë, ou L’Élève d’Amour – Petersburg 1841, także w Warszawie pt. Miłość przebudzona – 1852 (w realizacji Filippa Taglioniego)
- Herta – Petersburg 1842, także w Warszawie pt. Herta, królowa Elfryd, czyli Czarownica i pasterka – 1842 (w realizacji Maurice’a Piona)
- Poranek indyjski – Warszawa 1844
- Dzień karnawału weneckiego – Warszawa 1844
- Wyspa amazonek – Warszawa 1845
- Diabełek kulawy, czyli Kłopoty opieki – Warszawa 1846
- Anetta, czyli Sen wieśniaczki – Warszawa 1846
- Przybycie, zabawa i odjazd na kolei żelaznej – Warszawa 1847
- Panorama Neapolu – Warszawa 1848

- Markietanka i pocztylion – Warszawa 1850